# Tigre de Bronze
Tigre de Bronze (Bronze Tiger, em inglês) é um personagem fictício e super-herói do Universo DC. Ele é um artista marcial que surgiu em Punhos do Dragão, um romance de Dennis O'Neil e Jim Berry, estrelado por Richard Dragon. Sua primeira aparição na DC Comics foi em Richard Dragon: Kung Fu Fighter Nº 1 (Maio de 1975).

## Biografia Ficcional
Ben Turner vem de um bairro negro de classe média alta em Central City. Quando tinha apenas 10 anos, Ben viu um ladrão atacando seus pais, e começou a matar o homem com uma faca de cozinha. Em um esforço para controlar a raiva dentro dele, Turner decide lutar artes marciais (e, eventualmente, contra o crime). Depois de algum tempo, Turner decide viajar para o Extremo Oriente, para finalmente chega a um acordo com seus demônios. Lá, ele encontra o O-Sensei, estuda-o, juntamente com mais novo recruta Richard Dragon. O encontro entre Turner e Dragon serve como o início da série "Richard Dragon: Kung Fu Fighter". Algum tempo depois de serem abordados por Barney Ling, da organização conhecida como G.O.O.D (Global Organização de Organização de Defesa), e seu trabalho (relutante) com Ling serviu de base para a série "Kung Fu Fighter".
Um flashback em DC Comics Presents #39 (1981) mostra Richard Dragon descobrindo que Turner fez uma lavagem cerebral para se tornar o Tigre de Bronze pelo Professor Ojo, depois feita por Barney Ling (que mostrou ser um traidor). Turner e Dragon provam ser iguais na luta, que só termina quando Ling é atingido acidentalmente por uma janela. Mais tarde, em "Suicide Squad #38", a carreira adicional de Turner é mostrada, onde ele e Dragon são contratados pelo Rei Faraday para trabalhar para o ICN (Instituto Central de Inteligência). Se esta foi concebida como uma estória ou um complemento à sua história, não foi bem claro. 
Designado para derrubar a Liga dos Assassinos, Dragon e Turner são descobertos pela Liga, que mata a noiva de Turner, Myoshi, e procedem a uma lavagem cerebral em Turner. Turner foi livrado de seus demônios, canalizando-os para a identidade do Tigre de Bronze, um assassino mascarado que trabalha para a Liga. Durante esse tempo, ele também treina a filha do assassino David Cain, Cassandra, juntamente com outros membros da Liga. Como Tigre de Bronze, Turner desenvolveu uma reputação temível no mundo, sua identidade ainda é um segredo para todos, menos para a Liga.
Como Tigre de Bronze, Ben era temido em todo o mundo, e o Sensei era inteligente o suficiente para garantir que Ben quase nunca tirou a máscara, enviando-lhe uma nova missão, assim que terminar a outra. Por um momento, sua identidade era secreta e ele se tornou um dos criminosos mais procurados, o Tigre de Bronze se transformou num assassino profissional, matando em três continentes.
O Tigre de Bronze, eventualmente, é enviado para assassinar Kathy Kane (a super-heroína Batwoman), uma amiga de Batman. Enquanto luta com Batman (e derrota-o), outro assassino mata Kane. Depois de a Crise nas Infinitas Terras (conhecida como pós-crise), foi determinado que Kathy Kane nunca se tinha tornado Batwoman, e só tinha sido uma amiga de Batman. Outro personagem chamado Kathy Kane tornou-se Batwoman em 2006, e parece ser um personagem completamente diferente. Atualmente não há indícios de que a morte da "original" Kathy será abordada. Desde que a Kathy morta pela Liga e nunca ter se tornado Batwoman na pós-crise, atualmente parece que o seu nome comum deve ser considerado apenas uma coincidência.
Sabendo da verdadeira identidade do Tigre de Bronze, Rei Faraday cria um esquadrão de resgate com Rick Flag e Nightshade. Eles recuperam o Tigre, e foi retirado do Programa de Amanda Waller, que mais tarde iria criar o Esquadrão Suicida.

### Esquadrão Suicida
Mais tarde, Waller recruta Turner para o Esquadrão Suicida, fixando-lhe para se tornar líder da equipe, mas ele acaba em segundo comando no time, sob Rick Flag. Em sua primeira missão da equipe, o Tigre enfrenta Ravan, que ele brutalmente aleija, mas se recusa em matar. Turner desenvolve um namoro com Vixen, enquanto Flo Crawley, uma parte da equipe de apoio do Esquadrão, cuida dele de uma pancada que ele levou. Encontrando Raven novamente mais tarde, Turner convence-o a entrar no Esquadrão, e os dois tornam-se uma dupla de combatentes eficaz.
Como a série "Suicide Squad" era maioritariamente composta por vilões, o Tigre foi um dos membros "bons" do Esquadrão, destinados a equilibrar o elenco de personagens. Ele freqüentemente impõe as regras de Waller, como forçar vários membros do Esquadrão a usar dispositivos projetados para forçar o bom comportamento. A natureza quase corruptora do Esquadrão, eventualmente, leva o departamento de Rick Flag do Esquadrão a morte aparente em uma explosão nuclear. Turner passa a ser o líder da equipe, no qual sobressai, muitas vezes, desobedecendo ordens diretas para salvar as vidas de seus homens (mesmo que eles eram "dispensáveis"). A membro do Esquadrão Duquesa, na realidade, a soldado Apokilptiana Lashina, trai a equipe e leva muitos, inclusive Flo, Apokolips para casa. Flo não sobrevive ao seqüestro.
Em "Suicide Squad #38", Turner é confrontado por seus atos pelos seus superiores e, na reunião que se seguiu, a mente de Turner volta. Ele foge, viajando de volta para o Oriente (deixando Vixen no comando), onde passa algum tempo como um janízaro. Pouco depois, o Esquadrão Suicida é dissolvido e Amanda Waller é presa.
Eventualmente, após um ano, Amanda Waller recria o Esquadrão e recruta Turner. No ano perdido, Turner tornou-se um homem profundamente perturbado, que se distancia de Vixen e era constantemente incitando a confrontar Raven. Em uma missão logo após que a equipe é recriada, Vixen se fere, e isso desbloqueia sentimentos de Turner sobre ela mais uma vez. Ele retorna na maior parte ao seu antigo estado de espírito. Mais tarde, Vixen deixa a equipe, e ela e Turner partem em boas condições.
Na última missão do time, o Esquadrão luta para libertar uma pequena nação-ilha da tirania de seu governante aparentemente imortal. A equipe deve passar por uma floresta conhecida por causar alucinações. Enquanto os outros experimentam sua própria viagem mental, Tigre de Bronze enfrenta a si mesmo. Derrotando ele mesmo, e não por meio de exorcização de seus demônios, Turner, uma vez mais se torna uma pessoa completa. O tirano mais tarde é derrotado por Waller..

### Pós-Esquadrão Suicida
Pouco depois de deixar o Esquadrão, Turner fez parte da Knightquest: O arco da história A Busca das HQs de Batman, que abrangeu pesquisas de Bruce Wayne sobre Jack Drake (pai de Tim Drake, o Robin mais recente) e Shondra Kinsolving, que havia sido seqüestrada. Ele se junta com o Arqueiro Verde e Cigana, uma membro do curta Justice League Task Force. Cigana acaba se envolvendo com Tigre. Mais tarde, ele se torna seu mentor nas artes marciais.
O Tigre de Bronze re-aparece na Richard Dragon (2004) ao lado do Dragon, escrito por Chuck Dixon. Dixon introduziu vários contras na série, incluindo a noção de que Turner era realmente professor de Dragon, e não de O-Sensei.
Em um arco da história de 2005, Batgirl, Cassandra Cain começa uma busca por sua mãe biológica, que acredita que é Lady Shiva. Ela rastreia Turner em Detroit, onde ele abriu a "Tiger Dojo". Ambos são capazes de chegar a termos com a participação de Turner na formação de Cassandra, e ele expressa o seu orgulho para ela se tornar uma heroína. Tigre de Bronze se reuniu com Batman pouco tempo depois. Ele logo teve que deter um grupo de vilões e vingar seu mestre.

### 52
Na III Guerra Mundial, é mostrado que Tigre de Bronze se aposentou, mas está persuadido a voltar a ação por Amanda Waller.

### Um Ano Depois
Em Checkmate (vol. 2) Tigre de Bronze resgata Rick Flag de uma prisão secreta em Quraci, onde Flag tinha sido preso por quatro anos. Notavelmente, ele é visto usando uma variante do traje que usava. Com a Liga dos Assassinos, usa a máscara de cabeça de tigre (de acordo com o escritor Nunzio DeFilippis ele usa a máscara para provar que o artefato já não tem qualquer poder sobre ele)). Posteriormente, Amanda Waller aparece no Tiger Dojo, revelando a Ben que vazaram as informações sobre o paradeiro de Rick. Ela então pede a sua ajuda no rastreamento de uma equipe, supostamente o Esquadrão Suicida que, na realidade, estava sendo executada por Flag e Turner por ordem de Waller.
Em Contagem Regressiva #39, Tigre de Bronze está entre os membros do Esquadrão Suicida tentando trazer Flautista e Trapaceiro.

### Gotham Underground
Em uma recente aparição na mini-série Gotham Underground, Tigre de Bronze está entre os membros do Esquadrão Suicida que estão prendendo Duas-Caras, Chapeleiro Louco, Hugo Strange e Espantalho. Enquanto Espantalho está brincando, ele é preso por um vilão escapando, revelando um intenso medo de insetos.

### Blackest Night
Tigre de Bronze aparece em uma Blackest Night-one-shot relacionados direito Blackest Night: Esquadrão Suicida #71 (parte de uma série de tiros de uma operação como questões extra de longa desde cancelada série em curso). Ele trabalha com os colegas membros do Esquadrão Suicida, Count Vertigo e Rick Flag para derrubar um barão da droga mexicano. Quando o Sexteto Secreto (DC Comics) tenta invadir prisão Belle Reve, praças Bronze Tiger fora com Catman para ver quem é o artista superior felino-temático marciais. A história está em curso, e continuará nas páginas do Secret Six (DC Comics).

## Poderes e habilidades
O Tigre de Bronze não possui nenhum super-poder, mas é excepcional em artes marciais. Muitos o consideram entre os top 10 em artes marciais do Universo DC ou até mesmo top 5 isso faz com que ele tenha a agilidade e reflexo sobre-humanos, o equilíbrio, o tempo de reação, a flexibilidade, a destreza e a coordenação corporal a níveis que estão além dos limites físicos naturais de um medalhista de ouro olímpico. Ele tem agilidade combinada às proezas acrobáticas dos acrobatas de circo mais bem sucedidos, porém seus reflexos são tão eficientes que pode se esquivar de tiros de arma num ponto em branco Exemplos: Balas de Metralhadoras e Rifles Sniper com isso pode atacar mais rápido do que os olhos podem acompanhar. Sua velocidade em combate parece mais realçada do que qualquer outra coisa, podendo derrubar inimigos rapidamente fácil e a até mesmo puxar suas armas já engatilhadas. Chega se comparar com Batman em suas habilidades com luta. Embora o Cavaleiro Negro de Gothan seja um exímio usuário de nada mais e nada menos que 127 estilos marciais de lutas; ficando aquém de muitos super vilões sem poderes assim como ele.

## Outras mídias
- O personagem apareceu no filme de animação Batman: Soul of the Dragon, com Michael Jai White reprisando o papel.[5]
- O personagem apareceu na animação Suicide Squad: Hell to Pay, com Billy Brown fazendo a sua voz.[6]
- Tigre de Broze aparece em alguns episódios do desenho Batman: The Brave and the Bold[7]
- Tigre de Bronze é interpretado por Michael Jai White na segunda temporada de Arrow.[8]
- Tigre de Bronze é um personagem jogável em Lego Batman 3: Beyond Gotham [9]